# Mireni
Mireni – wieś w Rumunii, w okręgu Vaslui, w gminie Coroiești. W 2011 roku liczyła 467 mieszkańców.